# Стрийська гімназія
Стрийський ліцей "Гімназія імені Андрея Шептицького" — навчальний заклад гуманітарного та природничого профілів із поглибленим вивченням англійської мови. Ліцей відроджено у 1991 році як правонаступник гімназії, що існувала за  Австро-Угорщини, ЗУНР—ЗОУНР та Другої Польської Республіки.

## Історія
За часів Австрійської та Польської держав у Стрию в 1906—1918 рр. та з 1924 року діяла  гімназія, в якій існували українські відділи (де зазвичай навчалися діти українських родин). У 1918—1923 роках існувала Державна українська гімназія, яка була вже суто українським навчальним закладом. Першим її директором був Омелян Колодницький, а закрили заклад 1923 року після ліквідації ЗУНР. 1944 року гімназію у Стрию остаточно закрила більшовицько-радянська влада з ідеологічних міркувань, оскільки комуністичні діячі впроваджували радянську освітню систему, щоб викорінити національний дух із навчальних закладів у Галичині, які мали стати зразковими радянськими освітніми закладами.

### Сучасність
На сьогоднішньому етапі гімназія [Архівовано 18 вересня 2020 у Wayback Machine.] успадкувавши традиції попередньої гімназії (закритої радянською владою у 1944 р.), є одним із найвідоміших загальноосвітніх навчальних закладів міста. Стрийська гімназія ім. А. Шептицького за 20 років існування стала навчальним закладом, де учні отримують високі знання як з гуманітарних та природничих дисциплін. Свідченням цього є результати зовнішнього незалежного оцінювання. Зокрема 2011 року в рейтингу «11 найкращих шкіл Львівської області з англійської мови» гімназія імені Митрополита Андрея Шептицького зайняла I місце (60 % випускників набрали 173 і більше балів). В рейтингу «25 найкращих шкіл області» — 7 місце (41 % випускників набрав 173 і більше балів з української мови, 17 % випускників набрали 173 і більше балів з математики, 5 % випускників набрали 173 і більше балів з історії).
У 2010 році відбулася реорганізація Стрийської гімназії у Навчально-виховний комплекс «Школа І ступеня — гімназія імені Митрополита Андрея Шептицького у м. Стрию» за відповідним рішенням сесії Стрийської міської ради № 481 від 6 травня 2010 року.
3 2023 став ліцеєм

## Відомі випускники
Див. також: Категорія:Випускники Стрийської гімназії.
- Степан Бандера (1927) — український політичний діяч, один з чільних ідеологів і теоретиків українського націоналістичного руху XX століття.
- Зеновій Гойсак (1930) — діяч ОУН, політв'язень польських тюрем, повітовий провідник ОУН Стрийщини.
- Микола Гошовський — член Дрогобицького обласного проводу ОУН, лицар Срібного хреста бойової заслуги УПА 1 класу.
- Олег Цісик — діяч ОУН, двічі Лицар Бронзового Хреста Заслуги.
- Рудольф Вайгль — лікар, біолог, імунолог; виготовив вакцину проти епідемічного висипного тифу.

### Менш відомі
- Антонович Мирослава Володимирівна
- Арсенич-Березовський Микола Васильович
- Бандера Андрій Михайлович
- Бандера Олександр Андрійович
- Бандера-Давидюк Володимира Андріївна
- Вільшинський Богдан Васильович
- Гасин Олександр Іванович
- Горникевич Мирон
- Гошовський Юліан
- Дяковський Юрій Іванович
- Олексій (Зарицький)
- Андрій (Іщак)
- Каратницький Остап Іванович
- Микола Косович
- Мирослав (Любачівський)
- Юрій Мельничин
- Музичук Анна Олегівна
- Охримович Степан Богданович
- Пежанський Григорій
- Пеленська Ірина
- Пеленський Євген-Юлій
- Олекса Пристай
- Роґульський Іван Васильович
- Форостина Євген
- Чорна Марта
- Яців Дмитро Васильович

### Військові випускники ліцею, що загинули під часагресії Росії проти України
- Юрій Дяковський - Загинув 2014 року
- Руслан Стельмах - Загинув 2024 року
- Маркіян Панилик - Загинув 2024 року

## Дирекція
- Директор — Король Василь Михайлович.
- Заступник директора з навчально-виховної роботи — Опришко Руслана Ярославівна.
- Заступник директора з іноземних мов — Лобойко Мирослава Богданівна.
- Заступник директора з виховної роботи — Сирецька Руслана Іванівна.